# Elżbieta Trela-Mazur
Elżbieta Trela-Mazur – polska historyk, dr hab. nauk humanistycznych, profesor nadzwyczajny Instytutu Politologii Wydziału Historycznego i Pedagogicznego Uniwersytetu Opolskiego.

## Życiorys
8 marca 1979 obroniła pracę doktorską Działalność oświatowa ZPP w ZSRR wśród polskiej młodzieży szkolnej w latach 1943-1946, 4 listopada 1999 habilitowała się na podstawie pracy zatytułowanej Sowietyzacja oświaty w Małopolsce Wschodniej pod radziecką okupacją 1939-1941. Została zatrudniona na stanowisku profesora w Instytucie Filologii Rosyjskiej na Wydziale Humanistycznym Akademii Świętokrzyskiej im. Jana Kochanowskiego.
Była profesorem nadzwyczajnym w Instytucie Politologii na Wydziale Historycznym i Pedagogicznym Uniwersytetu Opolskiego.